# Ptinus hirticornis
Ptinus hirticornis é uma espécie de insetos coleópteros polífagos pertencente à família Anobiidae.
A autoridade científica da espécie é Kiesenwetter, tendo sido descrita no ano de 1867.
Trata-se de uma espécie presente no território português.